# Infor XA
 (février 2021).
Infor XA est un logiciel ERP commercial utilisé pour contrôler les opérations des entreprises de fabrication. Son nom antérieur, MAPICS, est un acronyme pour Manufacturing, Accounting and Production Information Control Systems (Systèmes de contrôle de la fabrication, de la comptabilité et de l'information sur la production). MAPICS a été créé par IBM, International Business Machines, mais le produit appartient désormais à Infor Global Solutions.
À l'origine, tout le code MAPICS fonctionnait uniquement sur les systèmes de milieu de gamme IBM tels que IBM System 34, 36, 38 et AS/400, via les versions suivantes de la plate-forme - IBM iSeries, System i et maintenant IBM Power Systems. Les premières versions ont été écrites dans IBM RPG, complétées par les programmes AS/400 Control Language. La version SQL de IBM est également utilisée sur le système de base de données intégré au système d'exploitation appelé DB2 for i. Des efforts de développement récents ont ajouté des composants orientés objet écrits dans le langage de programmation Java, qui étend une partie du produit XA aux serveurs exécutant Java.
Cependant, le produit Infor XA nécessite toujours le système d'exploitation IBM i. Les composants Java fournissent un runtime d'application qui permet des personnalisations utilisateur, une interface utilisateur riche, une interface Web en option ainsi que la prise en charge des interfaces XML.

## Chronologie
| 1977 | IBM développe et commercialise MAPICS                                                                 |
| 1993 | IBM vend MAPICS à Marcam                                                                              |
| 1997 | Marcam se scinde en deux sociétés et MAPICS Incorporated est créée                                    |
| 2000 | MAPICS Inc. acquiert Pivotpoint (pour son système ERP basé sur WIndows Point.Man)                     |
| 2003 | MAPICS Inc. acquiert Frontstep (pour son programme Progress et SyteLine, un système ERP basé sur NET) |
| 2005 | MAPICS Incorporated est racheté par Infor. MAPICS est renommé Infor ERP XA,                           |

## Communauté d'utilisateurs
- Liste de discussion MAPICS-L
- Groupe d'utilisateurs Enterprise Integrator
- Groupe d'utilisateurs de St.Louis MAPICS / XA
- Communautés d'utilisateurs INFOR

## Voir également
- Liste des progiciels ERP
- Liste des fournisseurs ERP